# Championnat des Pays-Bas de basket-ball
Le Championnat des Pays-Bas de basket-ball (ou Dutch Basketball League, anciennement Eredivisie) était une compétition de basket-ball qui représentait aux Pays-Bas le sommet de la hiérarchie du basket-ball. Le championnat des Pays-Bas de basket-ball existait depuis 1946. En 2021, il fusionne avec le championnat de Belgique pour former : BNXT League.

## Principe
Le championnat des Pays-Bas de basket-ball regroupe les dix meilleures équipes néerlandaises. Lors de la saison régulière, chaque équipe s'affronte à quatre reprises (deux matchs à domicile et deux matchs à l'extérieur), soit un total de 38 matchs. Les huit premiers s'affrontent lors des playoffs, les quarts de finale et les demi-finales se jouent au meilleur des cinq matchs, tandis que la finale se dispute au meilleur des sept matchs.

## Palmarès
- 1946 : DED Amsterdam
- 1947 : DED Amsterdam
- 1948 : APGS Amsterdam
- 1949 : AMVJ Amsterdam
- 1950 : DED Amsterdam
- 1951 : AMVJ Amsterdam
- 1952 : DED Amsterdam
- 1953 : DED Amsterdam
- 1954 : DED Amsterdam
- 1955 : AMVJ Amsterdam
- 1956 : DED Amsterdam
- 1957 : The Wolves Amsterdam
- 1958 : DED Amsterdam
- 1959 : Blue Stars Amsterdam
- 1960 : The Wolves Amsterdam
- 1961 : The Wolves Amsterdam
- 1962 : Landlust Amsterdam
- 1963 : Landlust Amsterdam
- 1964 : The Wolves Amsterdam
- 1965 : The Wolves Amsterdam
- 1966 : Herly Amsterdam
- 1967 : SVE Utrecht
- 1968 : Flamingo's Haarlem
- 1969 : Punch Delft
- 1970 : Blue Stars Amsterdam
- 1971 : Levi's Flamingo's Haarlem
- 1972 : Levi's Flamingo's Haarlem
- 1973 : Levi's Flamingo's Haarlem
- 1974 : Transol Rotterdam-Zuid
- 1975 : Raak Punch Delft
- 1976 : Kinzo Amstelveen
- 1977 : Kinzo Amstelveen
- 1978 : Parker Leiden
- 1979 : EBBC Den Bosch
- 1980 : Nashua Den Bosch
- 1981 : Nashua Den Bosch
- 1982 : Nationale Nederlanden Donar
- 1983 : Nashua Den Bosch
- 1984 : Nashua Den Bosch
- 1985 : Nashua Den Bosch
- 1986 : Nashua Den Bosch
- 1987 : Nashua Den Bosch
- 1988 : Nashua Den Bosch
- 1989 : Direktbank Den Helder
- 1990 : BV Commodore Den Helder
- 1991 : BV Commodore Den Helder
- 1992 : BV Commodore Den Helder
- 1993 : Canoe Jeans Den Bosch
- 1994 : Lanèche Weert
- 1995 : Mustang Jeans Den Helder
- 1996 : America Today EBBC
- 1997 : Libertel Dolphins EBBC
- 1998 : Hans Verkerk Keukens Den Helder
- 1999 : Ricoh Astronauts
- 2000 : Ricoh Astronauts
- 2001 : Ricoh Astronauts
- 2002 : Ricoh Astronauts
- 2003 : EiffelTowers Nijmegen
- 2004 : MPC Capitals Groningue
- 2005 : Demon Astronauts
- 2006 : Eiffel Towers Den Bosch
- 2007 : Eiffel Towers Den Bosch
- 2008 : MyGuide Amsterdam
- 2009 : MyGuide Amsterdam
- 2010 : GasTerra Flames Groningen
- 2011 : Zorg en Zekerheid Leiden
- 2012 : Eiffel Towers Den Bosch
- 2013 : Zorg en Zekerheid Leiden
- 2014 : GasTerra Flames Groningen
- 2015 : SPM Shoeters Den Bosch
- 2016 : GasTerra Flames Groningen
- 2017 : GasTerra Flames Groningen
- 2018 : GasTerra Flames Groningen
- 2019 : Landstede Hammers
- 2020 : Non attribué pour cause de Pandémie de Covid-19
- 2021 : Zorg en Zekerheid Leiden
- 2022 : Heroes Den Bosch
- 2023 : Zorg en Zekerheid Leiden
- 2024 : Zorg en Zekerheid Leiden
- 2025 : Heroes Den Bosch

## Bilan par club
| Club                                      | Titres | Ville      | Années |
| ----------------------------------------- | ------ | ---------- | --- |
| Basket EBBC Den Bosch/Basket EiffelTowers | 18     | Den Bosch  | 1979, 1980, 1981, 1983, 1984, 1985, 1986, 1987, 1988, 1993, 1996, 1997, 2006, 2007, 2012, 2015, 2022, 2025 |
| DED Amsterdam                             | 8      | Amsterdam  | 1946, 1947, 1950, 1952, 1953, 1954, 1956, 1958                                                             |
| GasTerra Flames                           | 7      | Groningue  | 1982, 2004, 2010, 2014, 2016, 2017, 2018                                                                   |
| Astronauts Amsterdam                      | 7      | Amsterdam  | 1999, 2000, 2001, 2002, 2005, 2008, 2009                                                                   |
| Den Helder Kings                          | 6      | Den Helder | 1989, 1990, 1991, 1992, 1995, 1998                                                                         |
| Zorg en Zekerheid Leiden                  | 6      | Leyde      | 1978, 2011, 2013, 2021, 2023, 2024                                                                         |
| The Wolves Amsterdam                      | 5      | Amsterdam  | 1957, 1960, 1961, 1964, 1965                                                                               |
| Flamingo's Haarlem                        | 4      | Haarlem    | 1968, 1971, 1972, 1973                                                                                     |
| AMVJ Amsterdam                            | 4      | Amsterdam  | 1949, 1950, 1951, 1955                                                                                     |
| BV Amstelveen                             | 2      | Amstelveen | 1976, 1977                                                                                                 |
| Punch Delft                               | 2      | Delft      | 1969, 1975                                                                                                 |
| Blue Stars Amsterdam                      | 2      | Amsterdam  | 1959, 1970                                                                                                 |
| Landlust Amsterdam                        | 2      | Amsterdam  | 1962, 1963                                                                                                 |
| Landstede Hammers                         | 1      | Zwolle     | 2019 |
| BSW Weert                                 | 1      | Weert      | 1994 |
| Rotterdam-Zuid                            | 1      | Rotterdam  | 1974 |
| SVE Utrecht                               | 1      | Utrecht    | 1967 |
| Herly Amsterdam                           | 1      | Amsterdam  | 1961 |
| APGS Amsterdam                            | 1      | Amsterdam  | 1948 |